# 小林里駆
小林 里駆（こばやし りく、2001年8月2日 - ）は、東京都出身のプロサッカー選手。Jリーグ・高知ユナイテッドSC所属。ポジションはミッドフィルダー(MF)。

## 略歴
FC東京U-18所属時には、2種登録FC東京U-23の選手としてJ3リーグに出場し、2018-2019の間に18試合に出場した。その後、順天堂大学へ進学し、2024年、ギラヴァンツ北九州へ加入。
3月20日、J3リーグ第5節対FC大阪戦（ミクニワールドスタジアム北九州）で加入後初出場を果たし、6月9日アウェーテゲバジャーロ宮崎戦ではJリーグ初ゴールを決めた。しかし公式戦通算12試合の出場にとどまり、同シーズン一杯で契約満了となった。
2025年、同年からJ3昇格した高知ユナイテッドSCに完全移籍。

## 所属クラブ
- 2014年 - 2016年  FC東京U-15深川
- 2017年 - 2019年  FC東京U-18
- 2018年 - 2019年  FC東京U-23
- 2020年 - 2023年  順天堂大学蹴球部
- 2024年  ギラヴァンツ北九州
- 2025年-  高知ユナイテッドSC

## 個人成績
| 国内大会個人成績 | 国内大会個人成績 | 国内大会個人成績 | 国内大会個人成績 | 国内大会個人成績 | 国内大会個人成績 | 国内大会個人成績 | 国内大会個人成績 | 国内大会個人成績 | 国内大会個人成績 | 国内大会個人成績 | 国内大会個人成績 |
| 年度             | クラブ           | 背番号           | リーグ           | リーグ戦         | リーグ戦         | リーグ杯         | リーグ杯         | オープン杯       | オープン杯       | 期間通算         | 期間通算         |
| 年度             | クラブ           | 背番号           | リーグ           | 出場             | 得点             | 出場             | 得点             | 出場             | 得点             | 出場             | 得点             |
| 日本             | 日本             | 日本             | 日本             | リーグ戦         | リーグ戦         | リーグ杯         | リーグ杯         | 天皇杯           | 天皇杯           | 期間通算         | 期間通算         |
| ---------------- | ---------------- | ---------------- | ---------------- | ---------------- | ---------------- | ---------------- | ---------------- | ---------------- | ---------------- | ---------------- | ---------------- |
| 2018             | F東23            | 53               | J3               | 3                | 0                | 0                | 0                | 0                | 0                | 3                | 0                |
| 2019             | F東23            | 38               | J3               | 15               | 0                | 0                | 0                | 0                | 0                | 15               | 0                |
| 2021             | 順天堂大         | 10               | 関東2部          | -                | -                | -                | -                | 3                | 4                | 3                | 4                |
| 2024             | 北九州           | 15               | J3               | 10               | 1                | 1                | 0                | 1                | 0                | 12               | 1                |
| 2025             | 高知             | 15               | J3               |                  |                  |                  |                  |                  |                  |                  |                  |
| 通算             | 日本             | 日本             | J3               | 28               | 1                | 1                | 0                | 1                | 0                | 30               | 1                |
| 通算             | 日本             | 日本             | その他           | -                | -                | -                | -                | 3                | 4                | 3                | 4                |
| 総通算           | 総通算           | 総通算           | 総通算           | 28               | 1                | 1                | 0                | 4                | 4                | 33               | 5                |

2018年・2019年 FC東京（2種登録）
- Jリーグ初出場 - 2018年3月21日 J3リーグ第3節 対AC長野パルセイロ戦（長野Uスタジアム）
- Jリーグ初得点 - 2024年6月9日 J3リーグ第16節 対テゲバジャーロ宮崎戦（いちご宮崎新富サッカー場）

## タイトル

### クラブ
- プリンスリーグ関東（2019年）